# Лаурат свинца(II)
Лаурат свинца(II) — неорганическое соединение,
соль свинца и лауриновой кислоты кислоты
с формулой Pb(C11H23COO)2,
белые кристаллы,
не растворяется в воде.

## Получение
- Реакция ацетата свинца(II) и лауриновой кислоты:

{\displaystyle {\mathsf {Pb(CH_{3}COO)_{2}+2C_{11}H_{23}COOH\ {\xrightarrow {}}\ Pb(C_{11}H_{23}COO)_{2}\downarrow +2CH_{3}COOH}}}

## Физические свойства
Лаурат свинца(II) образует белые кристаллы.
Не растворяется в воде, этаноле, эфире.

## Применение
- Добавка (пластификатор) к резине и пластмассе.